# Canóvanas (plaats)

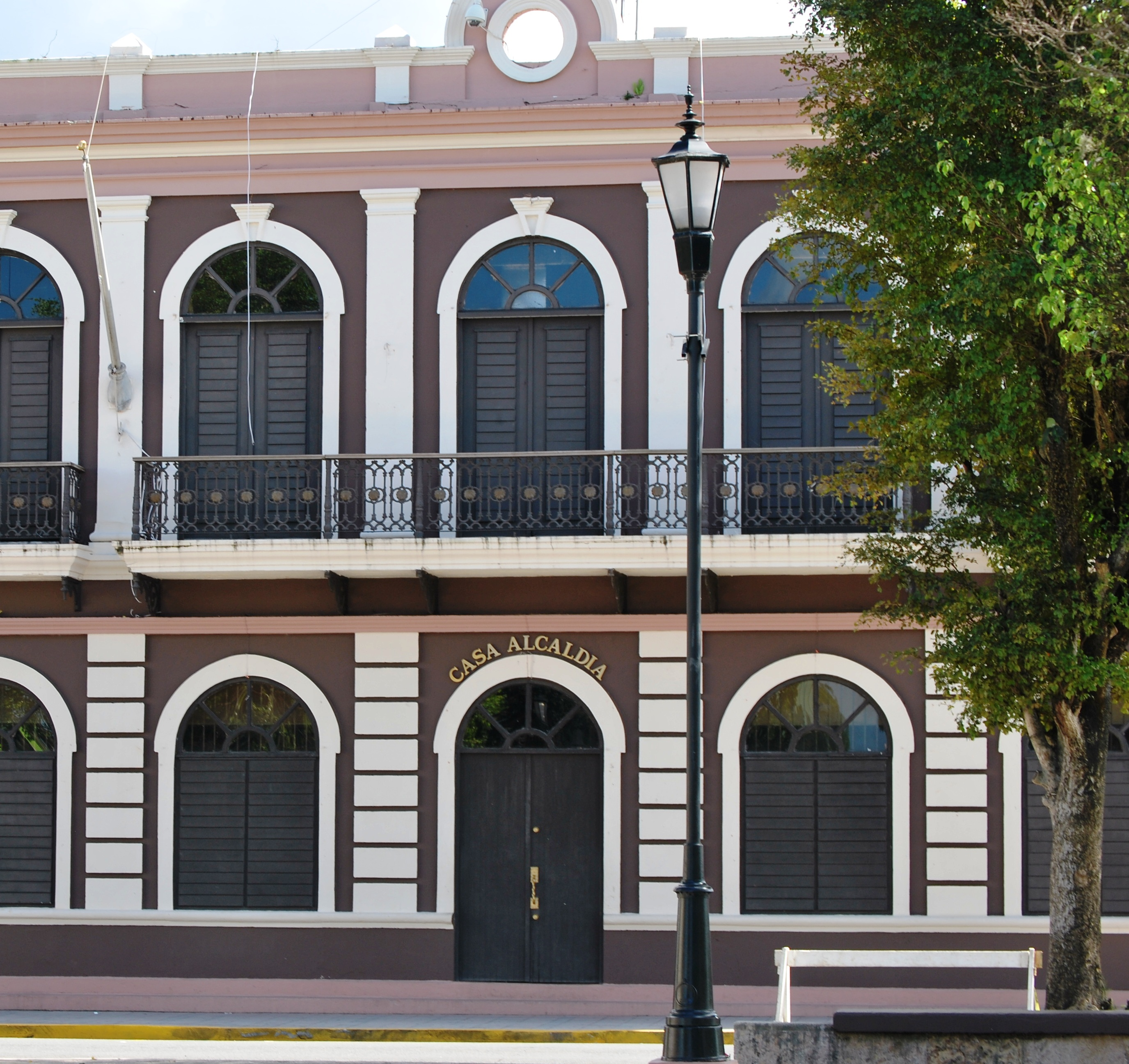
Stadhuis (City Hall) van Canovanas

Canóvanas is een plaats (zona urbana) in het Amerikaanse unincorporated territory Puerto Rico, en valt bestuurlijk gezien onder gemeente Canóvanas.

## Demografie
Bij de volkstelling in 2000 werd het aantal inwoners vastgesteld op 8069.

## Geografie
Volgens het United States Census Bureau beslaat de plaats een oppervlakte van 6,0 km², waarvan 5,9 km² land en 0,1 km² water.

## Plaatsen in de nabije omgeving
De onderstaande figuur toont nabijgelegen plaatsen in een straal van 36 km rond Canóvanas.